# Kardec (filme)
Kardec  é um filme brasileiro de 2019, do gênero drama biográfico, dirigido por Wagner de Assis para a Conspiração Filmes, com roteiro dele e L. G. Bayão baseado na biografia Kardec - A Biografia, escrita por Marcel Souto Maior.
Estrelada pelo ator Leonardo Medeiros, a história se passa na Paris do século 19 e traz cenas dos famosos casos de mesas girantes, entre diversas outras manifestações.  A distribuição da Sony Pictures Entertainment.

## Sinopse
A história do educador francês Hyppolite Léon Denizard Rivail, reconhecido mais tarde como Allan Kardec. Além de tradutor e escritor, Kardec é conhecido por ter decodificado o espiritismo, uma das religiões mais praticadas no Brasil. Ele escreveu os cinco livros que compõem a Codificação da Doutrina Espírita, entre eles O Evangelho segundo o Espiritismo e O Livro dos Espíritos.

## Elenco
- Leonardo Medeiros ... Hippolyte Léon Denizard Rivail (Allan Kardec)
- Sandra Corveloni ... Amélie Gabrielle Boudet
- Guilherme Piva ... Pierre-Paul Didier (Didier)
- Genézio de Barros ... Padre Boutin
- Julia Konrad ... Ruth-Celine Japhet
- Charles Fricks ... Charles Baudin
- Letícia Braga ... Julie Baudin
- Júlia Svacinna ... Caroline Baudin
- Dalton Vigh ... Sr. Dufaux
- Louise D'Tuani ... Ermance Dufaux De La Jonchére
- Licurgo Spinola ... Jacques Babinet
- Guida Vianna ... Madame De Plainemaison
- Leonardo Franco ... Sr. Carlotti
- Christian Baltauss ... General
- João Barreto ... Vicent
- Luiz Felipe Mello ... Bernardo
- Jayme del Cueto ... Bispo de Barcelona
- Xando Graça ... Chevreux
- Lionel Fischer ... François
- Lola Borges ... Sra. Baudin
- Kíria Malheiros ... Justine
- Gabriel Louchard ... Ilusionista
- Ronaldo Mourão ... Oficial de Justiça
- Vitória Magalhães ... Marie
- Jaime Leibovitch ... Antoine
- Bruno Esteves ... Carteiro
- Lola Bell ... Aluna Piano
- Daniel Barcellos . Gerente Jules
- Henrique Neves ... Calígrafo